# Scotopteryx duplicata
Scotopteryx duplicata là một loài bướm đêm trong họ Geometridae.